# Street mtb
Street MTB – styl jazdy na rowerach górskich po mieście. Polega na kreatywnym wykorzystaniu infrastruktury miejskiej poprzez wykonywanie trików na różnych przeszkodach, np. ławkach, schodach, murkach itp.

## Rowery
Rowery do street MTB cechują się dużą wytrzymałością, ewolucje wykonywane na twardym gruncie (asfalt, beton, chodnik) wymagają od ramy wielu wzmocnień. Do tej ulicznej dyscypliny używa się sztywnych widelców o dużej wytrzymałości lub amortyzatorów o małym skoku (do 100 mm).

## Ewolucje
W tej dyscyplinie triki są mniej efektowne niż w dircie, lecz trudniejsze do wykonania. Streetowe triki wymagają długich ćwiczeń, można je również łączyć z prostymi trikami dirtowymi. Do podstawowych trików streetowych należą:
- Bunny hop – podstawowy trik który polega na przeskoczeniu przeszkody dwoma kołami.
- 180°, 360° – obrót wokół własnej osi.
- Abubaka – trik ten polega na wskoczeniu na tylne koło na murek bądź rurkę i odskoczeniu do „fakie”.
- Barspin – trik ten polega na obróceniu kierownicy o 360 stopni podczas jazdy na tylnym kole bądź w locie.
- Bunny Hop tailwhip – jeden z najtrudniejszych trików streetowych. Polega na obrocie ramy wokół kierownicy
- Tailspin – uproszczona wersja tailwhipa, polega na przełożeniu nogi przez ramę, włożeniu stopy w buster amortyzatora i jednoczesnym odepchnięciu roweru przeciwną nogą.
- Footjam - polega na włożeniu nogi w buster amortyzatora i uniesieniu tylnego koła.
- Footjam tailwhip - polega na włożeniu nogi w buster amortyzatora i równocześnie popchnięciu ramy nogą w wyniku czego wykona ona obrót wokół kierownicy o 360°.
- Manual - polega na jechaniu na tylnym kole (nie używając siodełka) napędzając się przez odpychanie kolanami.
- 180° + barspin - obrót wokół własnej osi o 180° i jednocześnie wykonaniu barspina.